# 칠레 국립동물원

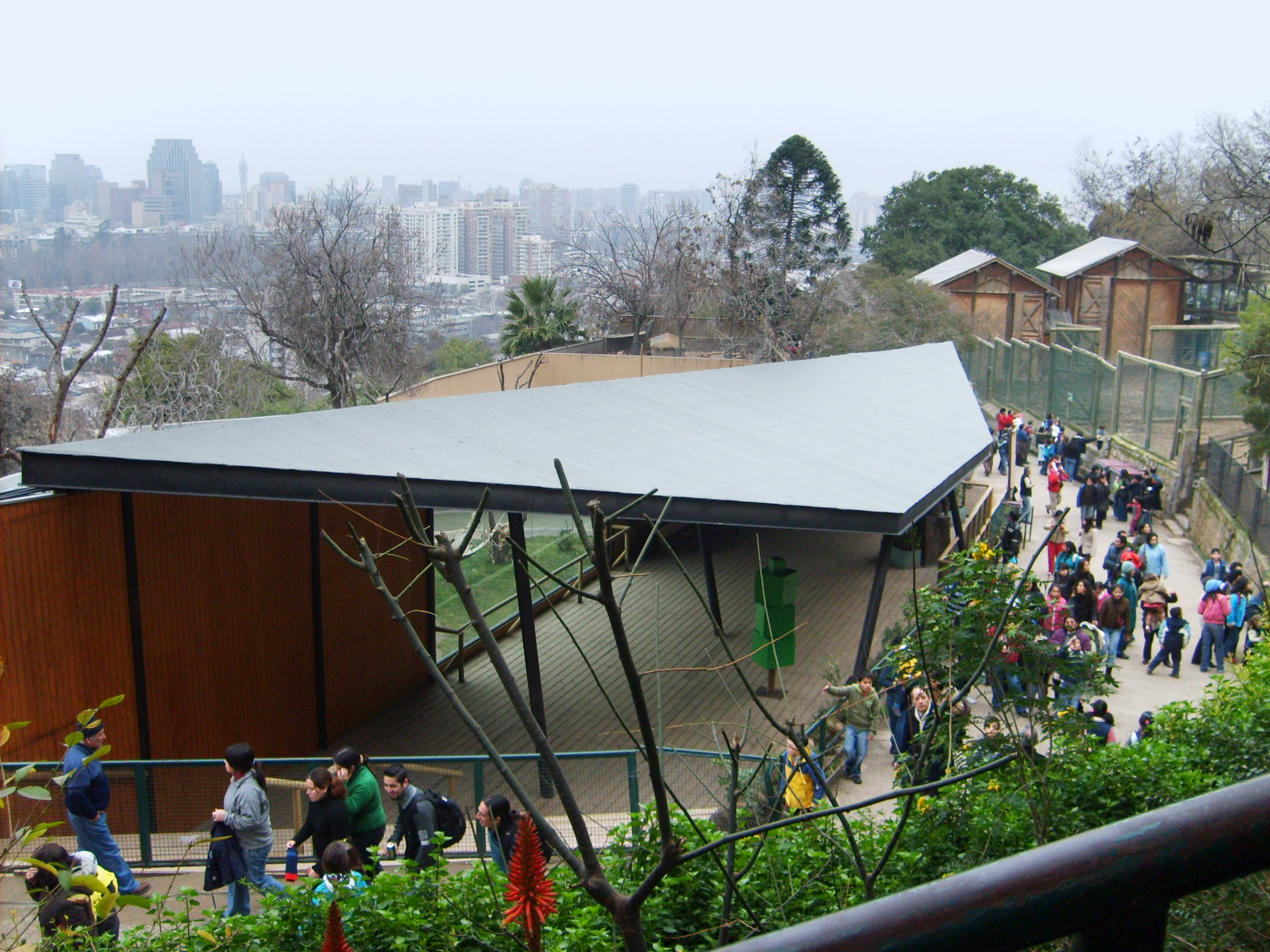
칠레 국립동물원

칠레 국립동물원(스페인어: Zoológico Nacional de Chile)은 칠레 산티아고에 있는 동물원이다. 1925년 설립되었다.